# Лазаренко Тетяна Сергіївна
Тетяна Сергіївна Лазаренко (18 серпня 2003) — українська пляжна волейболістка. Чемпіонка Європи 2025 року. Чемпіонка світу серед гравців до 21 року. Чемпіонка Європи у вікових категоріях до 18 і 20 років. Майстер спорту України міжнародного класу.

## Із біографії
Студентка Запорізького національного університету.
На юніорському рівні її партнеркою була Ангеліна Хміль. У 2019 році пара дебютувала на чемпіонаті Європи серед гравців до 20 років і змаганнях Світової серії (на етапі у Тель-Авіві). Наступного сезону стала переможницею континентальної першості у категорії U-18. У вирішальному матчі Хміль — Лазаренко переграли українок Анну Чечельницьку і Дар'ю Романюк.
У 2021 році українки виступили на 5 етапах Світової серії. Тричі здобували бронзові нагороди, а змаганнях у болгарській Софії стали найсильнішими (у фіналі перемогли венесуельський дует). У вирішальній грі чемпіонату України поступилися сестрам Махно, а у фіналі національного кубка — парі Давідова — Луніна. Також продовжували виступати на юніорському рівні. У травні здобула бронзову медаль на чемпіонаті Європи у віковій категорії до 22 років. Змагання проходили в австрійському Бадені. У липні дійшли до чвертьфіналу континентальної першості (U-22), що проходила в турецькому Ізмірі.
У грудні на пляжах Таїланду проходили два чемпіонати світу. Спочатку були змагання волейболісток до 19 років. Українки у матчі за бронзові нагороди переграли пару з США. Наступного тижня виступали спортсменки віком до 21 року. У цьому турнірі Хміль — Лазаренко перемогли всіх суперниць і здобули золото світової першості.
У 2022 році пара продовжувала вдало виступати на етапах Всесвітнього туру. Зокрема, на турнірі у Варшаві стали переможцями, а в Білостоці — поступилися у фіналі американкам. Також взяли участь у юніорських першостях Старого Світу. У червні пляжниці до 22 років змагалися в Нідерландах, і тут український дует показав третій результат. Наступного місяця в турецькому Ізмірі Хміль — Лазаренко виграли всі матчі і вдруге стали чемпіонами Європи.
У серпні пара готувалася до старту на дорослому чемпіонаті Європи, але з'явилася інформація, що Ангеліна Хміль їде на навчання до США. Її вивели зі складу збірної, а на турнір Тетяна Лазаренко поїхала з 35-річною Євгенією Баєвою.
З січня 2023 року почала виступати за СК «Прометей» (Кам'янське). Разом з нею до клубу перейшли тренери Василь і Любов Букіна, а новою партнеркою стала досвідчена Діана Луніна. Перший міжнародний матч зіграли у Катарі 1 лютого. Поступилися пляжницям з Бразилії, які на той час займали 13-ту позицію у світовій кваліфікації.
У травні зіграли у фіналі етапу Світового туру, що проходив у Мадриді з іспанським дуетом Ліліана Фернандес — Паула Соріа. 12 червня стали переможцями етапу світового туру в швейцарському Шпіці. У фіналі перемогли команду з Чехії (Міхаела Брінкова та Карін Золнерчікова). З серпня почали грати з Мариною Гладун. 10 вересня у Варшаві українські волейболістки перемогли у фіналі етапу світового туру естонських спортсменок.
У червні 2024 року пара Лазаренко — Гладун виступала за збірну України в Кубку націй Європейської конфедерації волейболу (країна-переможець цього турніру отримувала останню путівку на Олімпійські ігри в Парижі від Європи). У групі D перемогли пари з Литви і Латвії, а в чвертьфіналі поступилися австрійському дуету. Також за збірну України виступали Інна Махно і Діана Луніна.

## Статистика
Статистика виступів на чемпіонатах Європи з пляжного волейболу:
| Турнір                | Партнерка     | Раунд      | Рахунок | Суперниці                              |
| --------------------- | ------------- | ---------- | ------- | -------------------------------------- |
| чемпіонат Європи 2022 | Євгенія Баєва | група F    | 0:2     | Карла Боргер — Юлія Суде               |
| чемпіонат Європи 2022 | Євгенія Баєва | група F    | 1:2     | Река Орсі Тот — Сара Брайденбах        |
| чемпіонат Європи 2024 | Марина Гладун | група В    | 2:1     | Катя Стам — Раїса Схон                 |
| чемпіонат Європи 2024 | Марина Гладун | група В    | 2:1     | Сара Шнайдер — Маргарета Козух         |
| чемпіонат Європи 2024 | Марина Гладун | група В    | 2:0     | Margherita Bianchin — Клаудія Скамполі |
| чемпіонат Європи 2024 | Марина Гладун | 1/8 фіналу | 0:2     | Катя Стам — Раїса Схон                 |
| чемпіонат Європи 2025 | Марина Гладун | група G    | 2:0     | Паула Шюргольц — Янне Уль              |
| чемпіонат Європи 2025 | Марина Гладун | група G    | 2:1     | Лезана Пласетт — Алексія Річард        |
| чемпіонат Європи 2025 | Марина Гладун | 1/8 фіналу | 2:1     | Лінда Бок — Луїза Ліпманн              |
| чемпіонат Європи 2025 | Марина Гладун | 1/4 фіналу | 2:0     | Міла Конінк — Раїса Схон               |
| чемпіонат Європи 2025 | Марина Гладун | 1/2 фіналу | 2:1     | Данієла Альварес — Таня Мендоса        |
| чемпіонат Європи 2025 | Марина Гладун | Фінал      | 2:1     | Клеман Вієйра — Алін Шамеро            |

## Досягнення
- Чемпіонка Європи: 2025
- Чемпіонка світу (U-21): 2021
- Чемпіонка Європи (U-20): 2022
- Чемпіонка Європи (U-18): 2020
- Бронзова призерка чемпіонату світу (U-19): 2021
- Бронзова призерка чемпіонату Європи (U-22): 2021, 2022